# Мурса
Му́рса (порт. Murça; ['muɾsɐ]) — посёлок городского типа в Португалии, центр одноимённого муниципалитета в составе округа Вила-Реал. По старому административному делению входил в провинцию Траз-уж-Монтиш и Алту-Дору. Входит в экономико-статистический субрегион Алту-Траз-уж-Монтиш, который входит в Северный регион. Численность населения — 2,2 тыс. жителей (посёлок), 6,7 тыс. жителей (муниципалитет) на 2001 год. Занимает площадь 189 км².
Праздник посёлка — 8 мая.

## Расположение
Посёлок расположен в 26 км на северо-восток от адм. центра округа города Вила-Реал.
Муниципалитет граничит:
- на севере — муниципалитет Валпасуш
- на востоке — муниципалитет Мирандела
- на юго-востоке — муниципалитет Карразеда-де-Ансьянш
- на юго-западе — муниципалитет Алижо
- на северо-западе — муниципалитет Вила-Пока-де-Агиар

## Транспорт
Поселок основан в 1224 году.

## Население
| Численность населения муниципалитета по годам | Численность населения муниципалитета по годам | Численность населения муниципалитета по годам | Численность населения муниципалитета по годам | Численность населения муниципалитета по годам | Численность населения муниципалитета по годам | Численность населения муниципалитета по годам | Численность населения муниципалитета по годам | Численность населения муниципалитета по годам |
| --------------------------------------------- | --------------------------------------------- | --------------------------------------------- | --------------------------------------------- | --------------------------------------------- | --------------------------------------------- | --------------------------------------------- | --------------------------------------------- | --------------------------------------------- |
| 1801                                          | 1849                                          | 1900                                          | 1930                                          | 1960                                          | 1981                                          | 1991                                          | 2001                                          | 2004                                          |
| 4531                                          | 4975                                          | 6857                                          | 7886                                          | 10 364                                        | 8518                                          | 7371                                          | 6752                                          | 6476                                          |

## Состав муниципалитета
В муниципалитет входят следующие районы:
1. Кандеду
2. Карва
3. Фьюльозу
4. Жо
5. Мурса
6. Нора
7. Пальейруш
8. Валонгу-де-Мильяйш
9. Вилареш

## Исторические факты
На площади установлен гранитный мегалитический вепрь, почитавшийся у кельтов как культовое животное, связанное с потусторонним миром.
В последние годы Нового государства, с 1971 по 1974, мэром Мурсы являлся Жуакин Феррейра Торреш — впоследствии один из лидеров ультраправого террористического подполья периода Жаркого лета.